# 田澤巌
田澤 巌（たざわ いわお、1910年〈明治43年〉5月15日 - 1990年〈平成2年〉6月30日）は、日本の政治学者。専門は政治思想史学、ヨーロッパの哲学史。北海道教育大学名誉教授・元旭川大学女子短期大学部学長。山形県出身。

## 略歴
- 1935年（昭和10年）東北帝国大学法文学部卒業後、同法文学部助手
- その後、北海道旭川師範學校助教授
- 1943年（昭和18年）北海道第三師範学校教授
- 1963年（昭和38年）北海道学芸大学学芸学部旭川分校主事
- 1974年（昭和49年）北海道教育大学旭川分校停年退官。同名誉教授。旭川大学女子短期大学部家政学科教授
- 1980年（昭和55年）旭川大学女子短期大学部学長
- 1986年（昭和61年）旭川大学女子短期大学部退職

## 受賞歴
- 勲三等旭日中綬章（1982年）

## 主要論文
- 『エドマンド・バークの反革命思想』（北海道學藝大學機關誌 2巻2号 1950年）
- 『社会科における人間の探究』（北海道學藝大學紀要 第一部 6巻1号 年）
- 『歴史認識の現代的課題--スターン著「歴史哲学と価値の問題」の紹介を主として』（史流 45-61 1969年）